# Свєтла-над-Сазавою
Свєтла-над-Сазавою (чеськ. Světlá nad Sázavou) — місто у Чехії, в окресі Гавличкув-Брод, край Височіна.

## Географія
Місто розташоване над річкою Сазава, від якої й отримало додаток до назви, за 14 км на північний захід від міста Гавличкув-Брод, та за 32 км південний схід від Їглави і 84 км від Праги, на межі історичних областей Богемія та Моравія.
Адміністративно належить до окресу Гавличкув-Брод.

## Історія
Перша згадка про Свєтла-над-Сазавою датована 1207 роком, тоді поселення належало бенедиктинському монастирю у Вілемові. У 1855 році Свєтла-над-Сазавою отримало статус міста.

## Населення
Чисельність населення міста, станом на 2019 рік, 6 566 мешканців.

## Архітектурні пам'ятки міста
У місті збережена історична забудова. Серед пам'яток міста: замок, який був закладений у 1393 році, військовий та єврейський цвинтарі, костел Святого Вацлава.

## Світлини

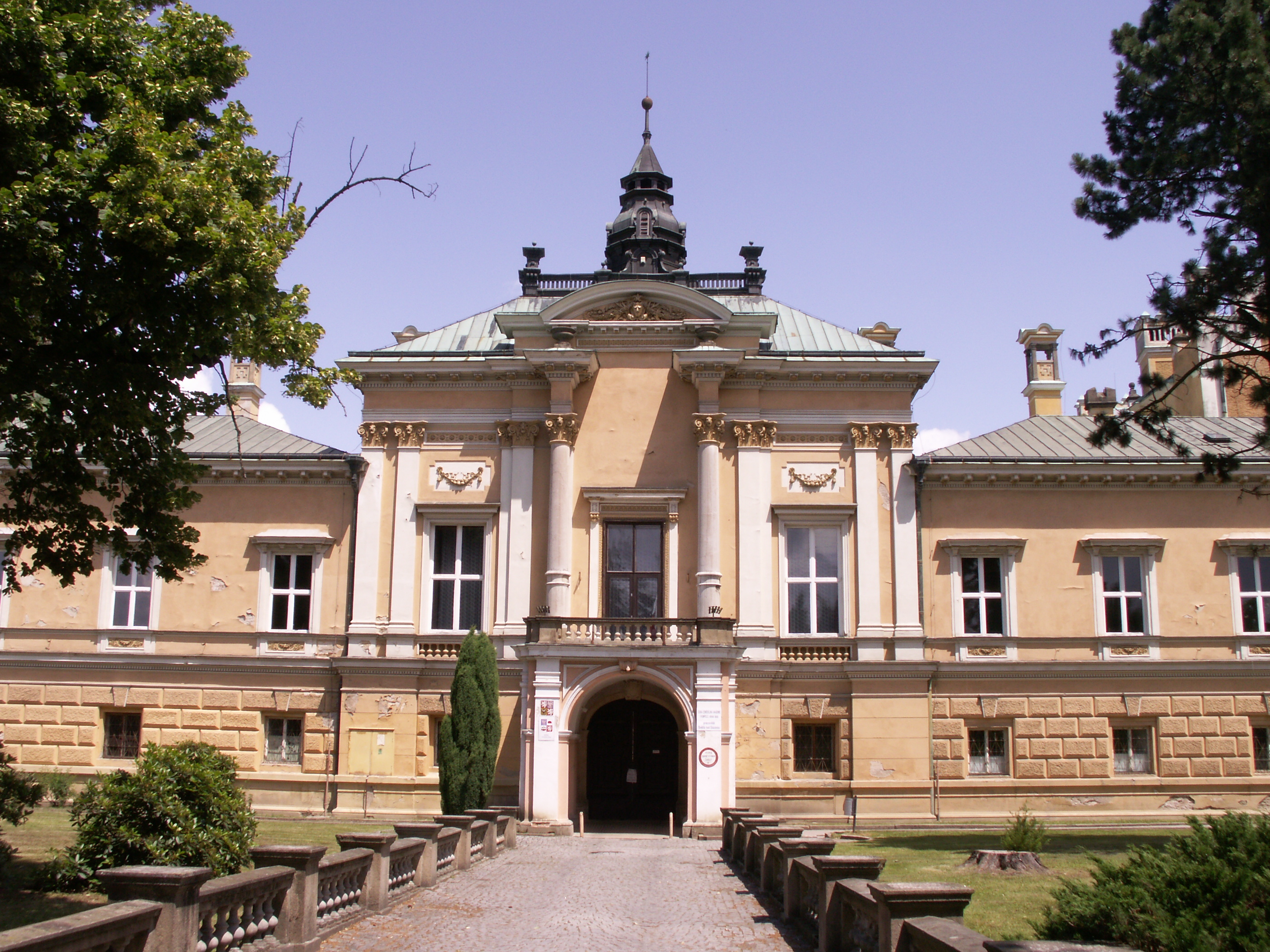
Замок
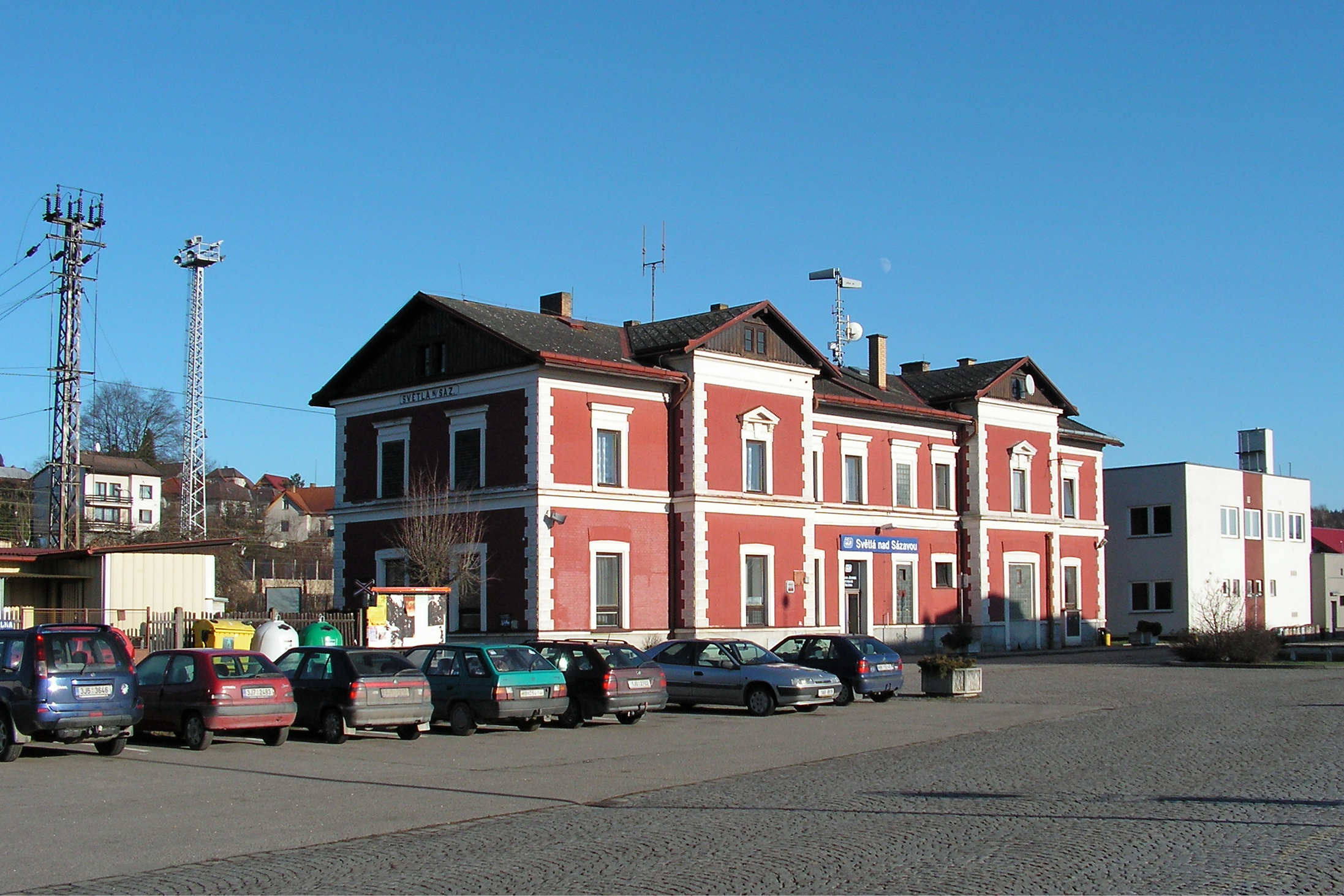
Залізничний вокзал
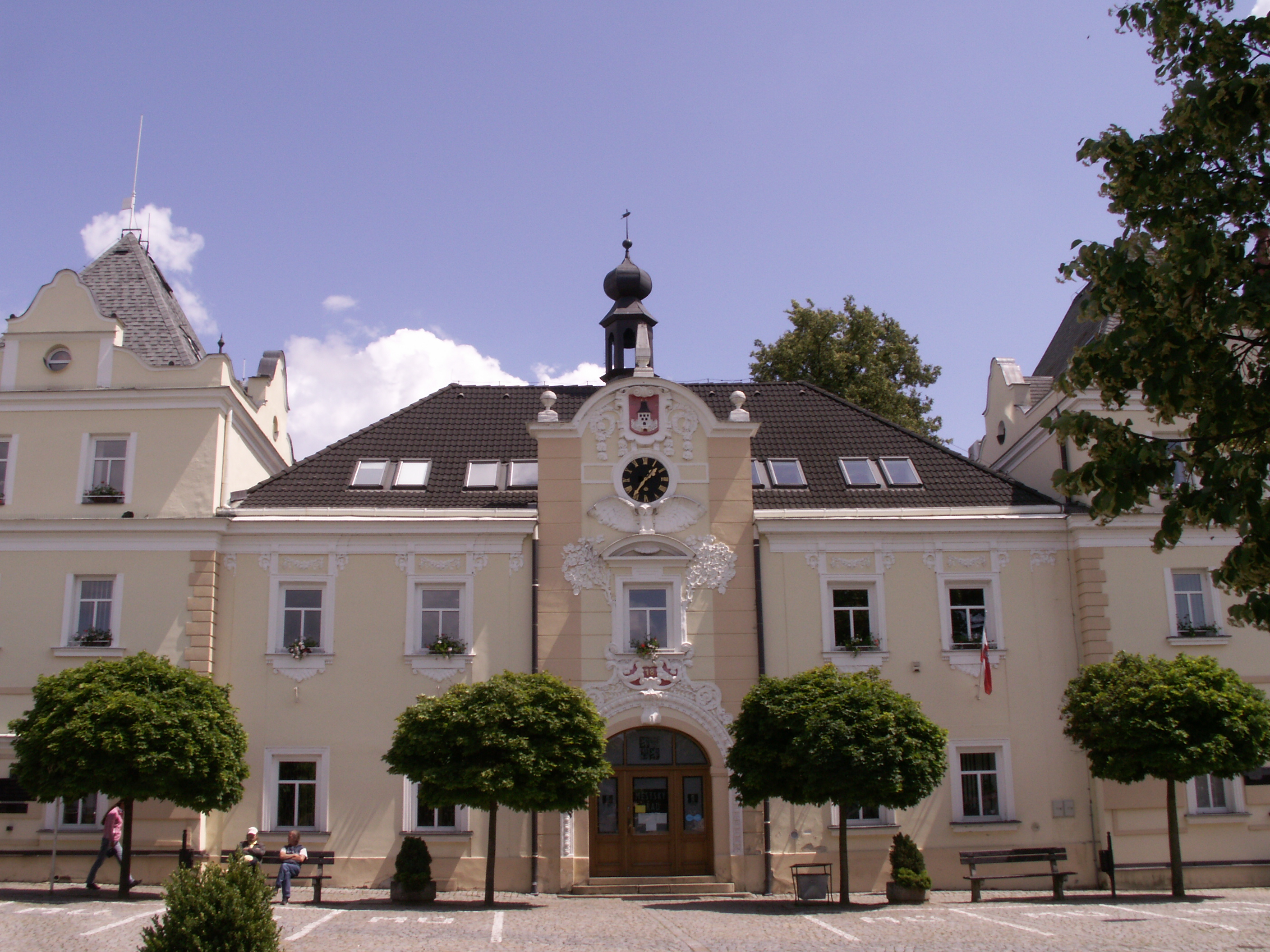
Міська ратуша